# Smokvica (otok)
Smokvica je otočić u Jadranskom moru, oko 300 m od obale kod Primoštena. Približno je kružnog oblika, oko 250 m u promjeru.
Površina otoka je 60.188 m2, duljina obalne crte 909 m, a visina 15 metara.

## Vanjske poveznice
|  | Zajednički poslužitelj ima još gradiva o temi Smokvica (otok) |